# Celso Garrido Lecca
Celso Garrido Lecca (9. marts 1926 i Lima Peru, død 11. august 2025) var en peruviansk komponist og lærer. Han var blandt Perus ledende komponister i klassisk musik.
Garrido Lecca studerede komposition på Perus Nationale Musikkonservatorium i Lima, og hos Domingo Santa-Cruz-Wilson i Chile. 
Fra 1950'erne og frem til militærkuppet i 1973 udviklede Garrido-Lecca sit arbejde i Chile og blev venner med mange af Chiles avantgardekomponister og instrumentalister. I 1964 fik han et stipendiat, der gav ham mulighed for at studere i USA i Tanglewood hos Aaron Copland. Han kombinerede moderne kompositionsteknikker med latinamerikanske rødder og komponerede for blandt andre Victor Jara.
Efter statskuppet vendte han tilbage til sit hjemland Peru, hvor han underviste på Perus Nationale Musikkonservatorium og komponerede. Garrido Lecca skrev symfonier, orkesterværker, kammermusik, korværker, instrumentalværker, balletmusik, filmmusik etc. 
I 2000 fik han en af de vigtigste priser indenfor klassisk musik i Latinamerika Premio Iberoamericano de la Música “Tomás Luis de Victoria”.

## Udvalgte værker
- Symfoni nr. 1 "Tre satser" - (1960) - for orkester
- Symfoni nr. 2 "Introspektioner" - (1999-2000) - for orkester